# Хатидже Муаззез-султан
Хатидже́ Муаззе́з-султа́н (тур. Hatice Muazzez Sultan; ок. 1628 — 12 сентября 1687) — наложница османского султана Ибрагима I (носила титул хасеки), мать султана Ахмеда II.

## Биография
Достоверных данных о происхождении Хатидже Муаззез нет. В конце 1630-х годов девочка попала в султанский гарем, где прошла соответствующую подготовку. В 1640 году султаном стал Ибрагим I, сменивший на троне брата Мурада IV. Мать султана валиде Кёсем-султан, озабоченная судьбой династии, стала подыскивать сразу нескольких наложниц для сына и в 1641 году Хатидже Муаззез стала второй хасеки султана. В сентябре 1642 года она родила дочь Фатьму, ещё через год, в феврале 1643 года она стала третьей хасеки Ибрагима I, родившей сына. В правление Ибрагима все его хасеки, кроме Салихи Дилашуб, получали выплаты в размере 1000 акче в день.
Психическое состояние Ибрагима, как и ставшее результатом его правления критическое положение османского государства, стремительно ухудшалось и к 1648 году все придворные группировки, включая мать султана, пришли к убеждению о необходимости его скорейшего свержения. 8 августа 1648 года султан был свергнут и через несколько дней убит. Во главе огромной страны оказался его шестилетний сын от главной хасеки Хатидже Турхан — Мехмед IV. Другие сыновья покойного султана оказались заперты в т. н. кафесе; Хатидже Муаззез, среди прочих жён и наложниц Ибрагима I, была выслана в Старый дворец.

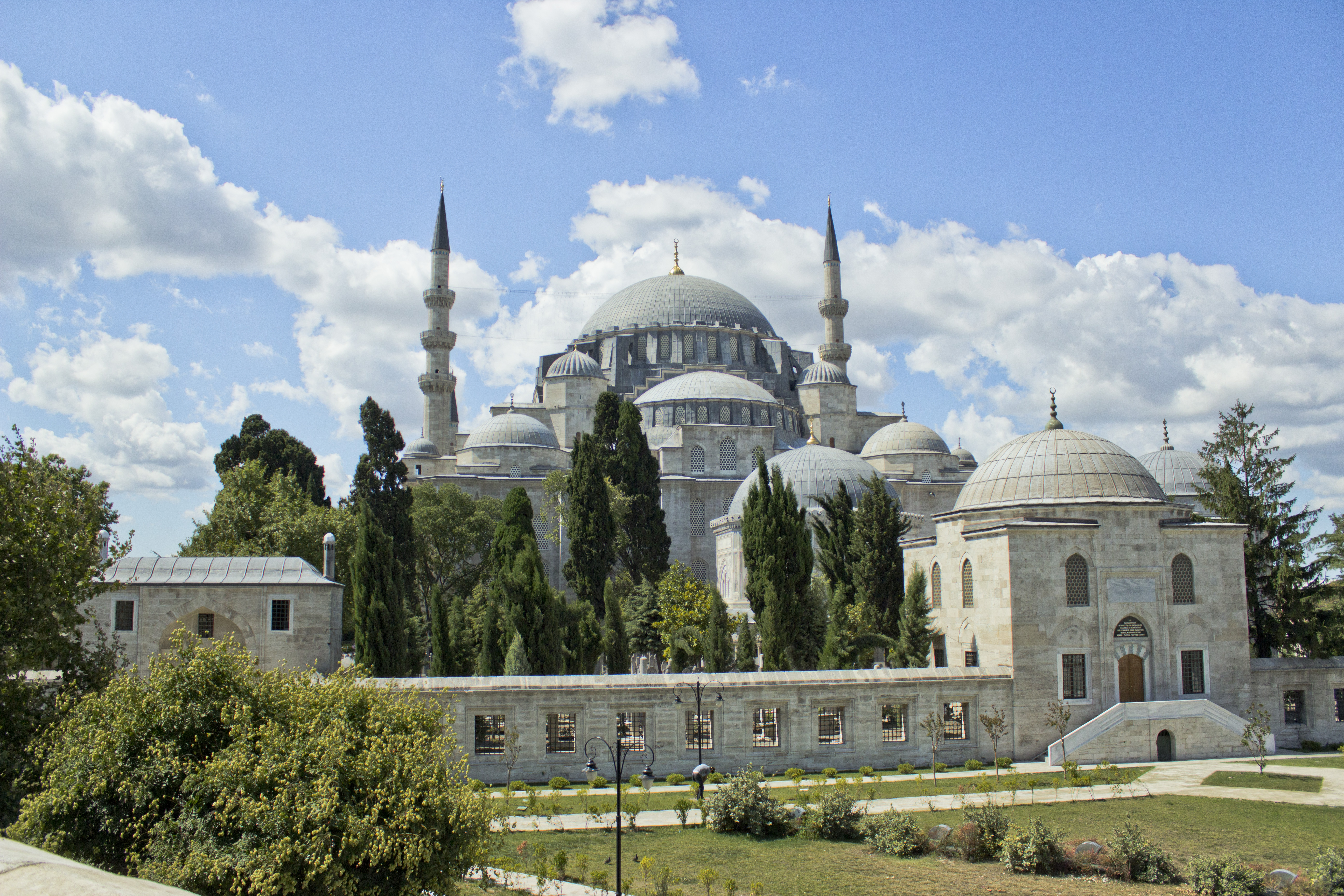
Мечеть Сулеймание, в которой похоронена Хатидже Муаззез-султан и другие фаворитки Ибрагима I

С восшествием на престол Мехмеда IV его мать должна была получить титул валиде-султан и все полагающиеся привилегии, однако в силу возраста и неопытности она была отстранена от власти бабушкой маленького султана Кёсем-султан, которая к тому моменту успела побывать валиде-регентом дважды. Как и другая фаворитка Ибрагима I, Салиха Дилашуб, Хатидже Муаззез надеялась на то, что конфликт разрешится в пользу Кёсем: Кёсем с помощью янычар планировала избавиться от Мехмеда IV и посадить на трон сына Салихи Дилашуб, казавшейся Кёсем более покладистой; в дальнейшем Хатидже Муаззез рассчитывала договориться со свекровью, сместить сына Салихи Дилашуб и возвести на трон своего сына Ахмеда. Однако в ночь на 2 сентября 1651 года, в результате предательства одной из служанок, Кёсем-султан была задушена в своих покоях сторонниками Турхан.
Хатидже Муаззез скончалась в Старом дворце в сентябре 1687 года в правление Мехмеда IV. Она была похоронена в тюрбе султана Сулеймана I Кануни в мечети Сулеймание. Сын Хатидже Муаззез взошёл на престол в 1691 году и правил чуть меньше четырёх лет.

## В культуре
В турецком историко-драматическом телесериале «Великолепный век. Империя Кёсем» роль Муаззез исполнила Фирузе Гамзе Аксу.